# Meet the Temptations
Meet the Temptations es el álbum debut del grupo The Temptations publicado en 1964 con el sello Gordy (Motown). Incluye la mayoría de los primeros singles del grupo excepto para la primera, "Oh Mother of Mine" y su lado B, "Romance Without Finance" (incluidos más tarde en una reedición del LP); así como el único "Mind Over Matter" (y su lado b "I'll Love You Till I Die"), en la que se atribuye al grupo como The Pirates. También incluye el primer éxito de The Temptations , "The Way You Do the Things You Do".
La formación en la portada cuenta con Eddie Kendricks, Melvin Franklin, Paul Williams, Otis Williams y el nuevo Temptation Davis (posterior David) Ruffin. Ruffin sólo ha sumado a la ley tres meses antes de este álbum fue lanzado y sólo aparece en "The Way You Do The Things You Do". Las otras vías que todos incluyen los miembros originales de la banda, Elbridge"Al" Bryant, quien fue despedido del grupo en diciembre de 1963.
Una vez más, excepto el éxito, estas pistas datan el inicio de venta lento en el primer período de The Temptations (durante la cual algunos artistas de Motown los denominaron las "hitless Temptations"). A pesar del éxito local en Detroit y en el medio oeste, The Temptations habían lanzado seis sencillos que no alcanzaron las listas Top 100 Pop y R&B Chart, "Dream Come True", lo que hizo a la número 22 en el r & b singles chart. La mayoría de estas canciones cuentan con Paul Williams como protagonista (principal), mientras que Kendricks, Bryant, Franklin y Otis Williams un montón de líneas de plomo, se les escucharon voces ad-libs y armonía en todo el álbum. Kendricks también recibió un pequeño puñado de canciones para conducir, incluyendo los dos singles más conocidos.
El álbum fue lanzado originalmente sólo en el sonido monoaural. Un remix de estéreo del álbum fue publicado junto con la versión original de mono en 1966. Las canciones fueron agregadas al álbum en 1999.

## Contenido: Sencillos

### Lado 1
1. "The Way You Do the Things You Do" (Smokey Robinson, Bobby Rogers)
2. "I Want a Love I Can See" (Robinson)
3. "(You're My) Dream Come True" (Berry Gordy, Jr.)
4. "Paradise" (Gordy)
5. "May I Have This Dance" (Janie Bradford, Norman Whitfield)
6. "Isn't She Pretty" (Gordy, Eddie Kendricks, Otis Williams)

### Lado 2
1. "Just Let Me Know" (Gordy)
2. "Your Wonderful Love" (Gordy)
3. "The Further You Look, the Less You See" (Robinson, Whitfield)
4. "Check Yourself" (Elbridge Bryant, David English, Gordy, Williams)
5. "Slow Down Heart" (Robinson)
6. "Farewell My Love" (Gordy)

### Reedición de 1999 en CD
1. "Oh, Mother of Mine" (William "Mickey" Stevenson, Williams)
2. "Romance Without Finance" (Stevenson, Kendricks)

## Personal
- Eddie Kendricks: vocals (tenor/falsetto)
- Paul Williams: vocals (tenor/baritone)
- Melvin Franklin: vocals (bajo)
- Otis Williams: vocals (tenor/barítono)
- Elbridge "Al" Bryant: voces (tenor/falsette) (all tracks except "The Way You Do the Things You Do")
- Davis "David" Ruffin: voces (tenor/falsette) ("The Way You Do the Things You Do")
- Eddie Holland: background vocals ("Check Yourself")
- Brian Holland: background vocals ("Check Yourself")

## Productores
- Berry Gordy: "Dream Come True", "Paradise", "May I Have This Dance", "Isn't She Pretty", "Just Let Me Know", "Your Wonderful Love", "Check Yourself", "Farewell My Love", Executive Producer (Album)
- Smokey Robinson: "The Way You Do the Things You Do", "I Want a Love I Can See", "May I Have This Dance", "Just Let Me Know", "The Further You Look, the Less You See", "Slow Down Heart", "Farewell My Love", Executive Producer (Album)
- Norman Whitfield: "May I Have This Dance", "The Further You Look, the Less You See"
- Andre Williams &  William "Mickey" Stevenson (as "Dre-Mic"): "Oh, Mother of Mine", "Romance Without Finance"

## Posiciones

### Historia en Listas
| Name                               | Chart (1962–1964)          | Peak position |
| ---------------------------------- | -------------------------- | ------------- |
| Meet The Temptations               | U.S. Billboard Pop Albums  | 95            |
| Meet The Temptations               | U.S. R&B Albums            | -             |
| "(You're My) Dream Come True"      | U.S. Billboard Pop Singles | -             |
| "(You're My) Dream Come True"      | U.S. Billboard R&B Singles | 22            |
| "Paradise"                         | U.S. Billboard Pop Singles | 122           |
| "The Way You Do the Things You Do" | U.S. Billboard Pop Singles | 11            |
| "The Way You Do the Things You Do" | U.S. Cashbox R&B Singles   | 1             |
| "Just Let Me Know"                 | U.S. Cashbox R&B Singles   | ?             |

- Datos: Q1916944